# BMCI
BMCI Bank (sigla di (FR)  Banque marocaine pour le commerce et l'industrie) è una banca commerciale marocchina, filiale della francese BNP Paribas.
La  banca è quotata presso la Borsa di Casablanca.